# Microphotus chiricahuae
Microphotus chiricahuae är en skalbaggsart som beskrevs av Green 1959. Microphotus chiricahuae ingår i släktet Microphotus och familjen lysmaskar. Inga underarter finns listade i Catalogue of Life.